# Gekijōban Pocket Monsters Advanced Generation: Rekkū no Hōmonsha Deoxys
Pokémon: Destiny Deoxys hay còn gọi Pocket Monsters Advanced Generation the Movie: Deoxys the Visitor (Nhật: 劇場版ポケットモンスター アドバンスジェネレーション 裂空の訪問者 デオキシス Hepburn: Gekijōban Poketto Monsutā Adobansu Jenerēshon Rekkū no Hōmonsha Deokishisu, lit. "Visitor from the Sky-Splitting: Deoxys") là phim thứ 7 trong loạt phim Pokémon và là phim thứ hai phát hành dưới tên Pocket Monsters Advanced Generation ở Nhật Bản. Phiên bản gốc tiếng Nhật được công chiếu ở các rạp vào ngày 17 tháng 7 năm 2004.
Chuyển thể tiếng Anh được sản xuất bởi 4Kids Entertainment và phát hành Miramax Films
Bài hát chủ đề kết thúc trong phiên bản tiếng Nhật là "Lovely: Yume Miru Lovely Boy" (L•O•V•E•L•Y～夢見るLOVELY BOY～ "Giấc mơ dễ thương-Thấy chàng trai đáng yêu") của Kawase Tomoko còn phiên bản tiếng Anh mang tên "This Side of Paradise" (Bên đây thiên đường) của Bree Sharp. Đạo diễn Yuyama Kunihiko đã có chuyến đến thăm thành phố Vancouver, British Columbia, Canada để xây dựng ý tưởng cho bối cảnh phim.

## Nội dung
Trên thế giới có rất nhiều loài Pokemon không chỉ giới hạn về vị trí địa lý từ trên mặt đất dưới đại dương trong rừng sâu thẳm chúng có thể xuất hiện ở bất cứ ở đâu và từ nhiều chiều không gian khác nhau. Có thể cũng có những loài pokemon sống ngoài vũ trụ mà con người chưa hề biết tới. Một ngày kia, một thiên thạch bí ẩn đang lao về phía trái đất xuất hiện là một Pokemon chưa thấy bao giờ một loài từ vũ trụ, sinh vật này đã mang theo một quả trứng màu xanh mục đích của Pokemon này là gì vì sao lại bảo vệ quả trứng, pokemon nào đang ở trong quả trứng đó.

## Phân vai
| Nhân vật                 | Diễn viên lồng tiếng Nhật                         | Diễn viên lồng tiếng Anh                          |                                                   |
| ------------------------ | ------------------------------------------------- | ------------------------------------------------- | ------------------------------------------------- |
| Ash Ketchum/ Satoshi     | Matsumoto Rica (松本 梨香)                        | Veronica Taylor                                   |                                                   |
| May/ Haruka              | Kaori (KAORI)                                     | Veronica Taylor                                   |                                                   |
| Pikachu                  | Ōtani Ikue (大谷 育江)                            | Ōtani Ikue (大谷 育江)                            | Ōtani Ikue (大谷 育江)                            |
| Brock/ Takeshi           | Ueda Yūji (上田 祐司)                             | Eric Stuart                                       |                                                   |
| Max/ Masato              | Yamada Fushigi (山田 ふしぎ)                      | Amy Birnbaum                                      |                                                   |
| Tory Lund/ Tou'i         | Hidaka Noriko (日髙 のり子)                       | Tara Sands                                        |                                                   |
| Giáo sư Lund/ Dr. Rondot | Yamadera Kōichi (山寺 宏一)                       | Sean Schemmel                                     |                                                   |
| Yūko                     | Uehara Takako (上原 多香子)                       | Rachael Lillis                                    |                                                   |
| Rafe/ Ryu                | Nojima Kenji (野島 健児)                          | Sebastian Arcelus                                 |                                                   |
| Rebecca/ Hitomi          | Becky (ベッキー)                                  | Lisa Ortiz                                        |                                                   |
| Sid/ Shouta              | Higo Makoto (肥後 誠)                             | Matthew Charles                                   |                                                   |
| Kathryn/ Catherine       | Yamamoto Maria (山本 麻里安)                      | Rebecca Handler                                   |                                                   |
| Audrey                   | Mizuki Nana (水樹 奈々)                           | Mizuki Nana (水樹 奈々)                           | Mizuki Nana (水樹 奈々)                           |
| Deoxys                   | Chiba Susumu (千葉 進歩) Nojima Kenji (野島 健児) | Chiba Susumu (千葉 進歩) Nojima Kenji (野島 健児) | Chiba Susumu (千葉 進歩) Nojima Kenji (野島 健児) |
| Rayquaza                 | Konishi Katsuyuki (小西 克幸)                     | Konishi Katsuyuki (小西 克幸)                     | Konishi Katsuyuki (小西 克幸)                     |
| Jessie/ Musashi          | Hayashibara Megumi (林原 めぐみ)                  | Rachael Lillis                                    |                                                   |
| James/ Kojiro            | Miki Shin-ichiro (三木 眞一郎)                    | Eric Stuart                                       |                                                   |
| Meowth/ Nyarth           | Inuyama Inuko (犬山 イヌコ)                       | Maddie Blaustein                                  |                                                   |
| Munchlax/ Gonbe          | Yamamoto Keiko (山本 圭子)                        | Jason Griffith                                    |                                                   |